# 昂梅達贊鎮區
昂梅達贊區（緬甸語發音：[àʊɴ mjè θà zàɴ mjo̰nɛ̀]）為緬甸曼德勒省昂梅达赞县的鎮區。2014年人口265,779人，區域面積28.11平方公里。昂梅達贊區位於伊洛瓦底江東畔，該鎮區東邊與巴登枝鎮為界；南邊與昌艾達贊區為界。在昂梅達贊有許多知名的景點，包括曼德勒皇宮以及曼德勒山等。

## 知名地標與景點
- 阿圖馬西寺
- 庫特多佛塔
- 曼德勒山
- 曼德勒皇宮
- 曼德勒傳統醫學大學（英语：University of Traditional Medicine, Mandalay）
- 雅丹納邦動物園（英语：Yadanabon Zoological Gardens）（曼德勒動物園）